# Lewis farmi ütközet
A Lewis farmi ütközet (más néven Quaker Road-i, Military Road-i, vagy Gravelly Run-i ütközet) 1865. március 29-én zajlott le Dinwiddie megyében, Virginiában, az Amerikai polgárháborúban. A richmond-petersburg közelében vívott ütközetek között általában Petersburg ostroma részének tekintik, de egyes történészek és a Nation Park Service szerint ez az összecsapás volt a nyitó hadművelete az Appomattox hadjáratnak. Ennek végén Robert E. Lee tábornagy kénytelen volt engedni Ulysses S. Grant altábornagy irányította Potomac hadsereg nyomásának és a petersburgi erőket visszavonni Richmond védelméből. Ezzel feladta az Amerikai Konföderációs Államok fővárosát és végül megadni magát az Appomattox Court House-nál.
1865. március 29-én kora reggel a Potomac hadsereg két hadteste, a Gouverneur K. Warren vezérőrnagy irányította V. és Andrew A. Humphreys vezérőrnagy II. hadteste dél és nyugat felé indult Petersburgől délre húzódó állásaikból, hogy megkerüljék a konföderációs jobb szárnyat. Ezeket az állásokat az Észak-Virginiai hadsereg negyedik hadteste védte Richard H. Anderson altábornagy vezénylete alatt. A hadtestnek mindössze egyetlen hadosztálya volt, Bushrod Johnson vezérőrnagyé. Warren első dandárja, melyet Joshua Chamberlain dandártábornok irányított északnak fordulva átkelt a Rowanty-patakon és a Quaker Roadon (Kvéker út), majd a Boydton palánkúton harcba bocsátkozott Johnson hadosztályának három dandárjával. Éles tűzharc alakult ki, egy négyágyús üteg és később Edgar M. Gregory ezredes két nagy ezrede támogatásával az uniós csapatok visszaszorították a konföderációsokat a Fehér Tölgy útra. Az uniós csapatok elfoglalták az ellenséges védműveket és egy igen fontos kereszteződést.
A veszteséget majdnem megegyező méretűek voltak, 381 a 371-hez, de a összecsapás végén Warren hadteste megszerezte a kitűzött célt, a Boydton deszkakút és a Kvéker út kereszteződését.  Philip Sheridan lovassága, mely ekkoriban éppen nem tartozott a Potomac hadsereg kötelékébe, hanem a Shenandoah hadsereg része volt, pár órával később elfoglalta Dinwiddie Court House-t. Ez úgyszintén elvágta a Boydton deszkaútat. Az uniós erők közel voltak a konföderációs vonalhoz és a szárny megtámadására készültek, hogy irányításuk alá vonják Five Forks és két fontos déli vasútvonal kereszteződését Petersburg és Richmond felé, amely még nyitva állt az ostrom alatt.
1865. április 2-3-án a Konföderáció evakuálta Petersburgöt és Richmondot és nyugat felé menekült a két városból. Pár késleltető tényező és kisebb összetűzések után a Sailor's Creek-i ütközetben április 6-án elszenvedett döntő vereség következtében Lee tábornagy április 9-én letette a fegyvert Appomattox Court House mellett, 40 kilométerre keletre Lynchburgtől. 1865 júniusára az összes konföderációs hadsereg megadta magát és a szakadár kormány tagjait elfogták.

## Fordítás
- Ez a szócikk részben vagy egészben  a   Battle of Lewis's Farm című angol Wikipédia-szócikk ezen változatának fordításán alapul.  Az eredeti cikk szerkesztőit annak laptörténete sorolja fel. Ez a jelzés csupán a megfogalmazás eredetét és a szerzői jogokat jelzi, nem szolgál a cikkben szereplő információk forrásmegjelöléseként.